# Адель де Мо
Адель де Мо (Аделаида; ок. 934 — 12 декабря 975), она же Адель де Вермандуа, она же Адель де Труа,  — французская аристократка; графиня де Шалон и позже графиня Анжу. Дочь Роберта I, графа Мо и Аделаиды де Шалон.
В 965 году Адель вышла замуж за Жоффруа I, графа Анжу (ок. 938/940 — 21 июля 987). У них было четверо детей:
- Ирменгарда (после 965 — после 982) — муж: Конан I Кривой, герцог Бретани в 990 — 992 годах, сын Юдикаэля Беранже
- Фульк III Нерра (970 — 21 июня 1040), граф Анжу в 987 — 1040 годах
- Жоффруа (умер после 6 марта 974)
- Герберга (974 — после 1 апреля 1040) — муж: Гильом IV Тайлефер, граф Ангулема, сын Арно II Манцера

Адель умерла в 975 году в Анже. Через несколько лет Жоффруа повторно женился.